# Haloquadratum
Haloquadratum è un genere di microrganismi alofili appartenente al regno degli Archaea, alla classe degli Halobacteria.